# خاطر سبيت
خاطر سبيت خاطر الجنيبي (مواليد 2 نوفمبر 2001، لاعب كرة قدم إماراتي يجيد اللعب في خط الوسط مع نادي جلف.
و هو ابن لاعب منتخب الإمارات السابق سبيت خاطر و شقيق اللاعب هزاع سبيت.

## مسيرة اللاعب
لعب مع نادي الجزيرة ونادي الظفرة ونادي بني ياس ونادي جلف.